# 2043
L'any 2043 (MMXLIII) serà un any comú que començarà en dijous segons el calendari gregorià, l'any 2043 de l'era comuna (CE) i Anno Domini (AD), el 43è any del tercer mil·lenni, el 43è any del segle xxi, i el quart any de la dècada del 2040.

## Esdeveniments previstos
Països Catalans
Resta del món
- Eslovènia tancarà la Central nuclear de Krško
- 1 d'abril - L'Asteroide (2063) Bacchus té una probabilitat baixa d'impactar contra la Terra. S'estima que en aquesta data passarà a uns 10.571.000 km de la Terra, fet que suposa una aproximació bastant propera. Cal tenir en compte que aquests càlculs poden variar[1]
- 10 de desembre - 95è aniversari de la Declaració Universal dels Drets Humans

Ficció
- Segons Nostradamus és produirà un xoc, ja predit per altres civilitzacions antigues com els maies, prop de l'any 2043, que no serà físic sinó electromagnètic, ja que un planeta vermell gegantí (Júpiter, potser) passarà massa a prop i les lleis de la gravetat i altres forces ocasionaran una terrible catàstrofe.[2]

## Naixements
Països Catalans
Resta del món

## Necrològiques
Països Catalans
Resta del món